# Fort Lee (Nueva Jersey)
Fort Lee es un borough ubicado en el condado de Bergen en el estado estadounidense de Nueva Jersey. En el año 2000 tenía una población de 35.461 habitantes y una densidad poblacional de 5.411,7 personas por km².

## Demografía
Según la Oficina del Censo en 2000 los ingresos medios por hogar en la localidad eran de $58,161 y los ingresos medios por familia eran $72,140. Los hombres tenían unos ingresos medios de $54,730 frente a los $41,783 para las mujeres. La renta per cápita para la localidad era de $37,899. Alrededor del 7.9% de la población estaba por debajo del umbral de pobreza.